# Helicopter (CLC)
"Helicopter" è un brano del gruppo femminile sudcoreano CLC. Pubblicato il 2 settembre 2020 da Cube Entertainment e distribuito da Kakao M, contiene anche una versione in inglese della stessa canzone. Il brano è l'ultima pubblicazione delle CLC come gruppo, prima che Elkie e Sorn lasciassero il gruppo rispettivamente a febbraio e a novembre 2021, e che il gruppo si sciogliesse ufficialmente a giugno 2022. 
La canzone è stata prodotta da: Hyuk Shin del 153/Joombas Music Group, il quale ha lavorato per cantanti come Justin Bieber e gli Exo; Melanie Joy Fontana, che ha co-scritto canzoni per artisti come le f(x), i BTS, Dua Lipa e le Twice; Michel "Lindgren" Schulz; e Jisoo Park, anch'esso del 153/Joombas. Il brano è stato scritto da Cho Yoo-kyung, Yeeun delle CLC, e Breadbeat. Melanie Joy Fontana è accreditata per la versione in inglese della canzone. Il brano racconta della "storia delle CLC" e la loro "era autobiografica".
"Helicopter" viene descritta come una canzone il cui tema principale è "la curiosità per il futuro". Fa da metafora al gruppo che riparte con nuova sicurezza, pronto ad affrontare qualunque ostacolo possa incontrare. In questa canzone le CLC esprimono le difficoltà in cui si sono imbattute nell'industria musicale e la loro determinazione nell'avere successo. La canzone è un brano trap pop ed EDM Powerhouse, con un ritornello coinvolgente completamente in inglese. Un video musicale accompagna la canzone, il quale è stato diretto da Jang Jae-hyeok e Lee Kyeong-soon e poi pubblicato nel canale YouTube ufficiale del gruppo, in contemporanea alla pubblicazione del brano.
Il 6 novembre 2020 un video col testo della versione in cinese della canzone è stato pubblicato sull'account Bilibili delle CLC.

## Antefatti
Il 13 agosto 2020 è stato riportato che il gruppo sarebbe tornato all'inizio di settembre, dopo quasi un anno da "Devil", che è stato pubblicato a settembre 2019. Viene anche rivelato che il video musicale per la canzone è stato già girato. Il 16 agosto in un'apparizione televisiva su Weekly Idol, il gruppo si è esibito con uno spezzone della canzone.

## Successo commerciale
Il 4 settembre 2020 è stato riferito che il singolo si è classificato nella iTunes Top Songs Chart in 10 regioni, inclusi Nuova Zelanda, Mongolia, Bahrein, Bolivia, Brasile, Arabia Saudita, Slovenia, Estonia, Cile e Cambogia, e si è piazzata al quarto posto nella classifica mondiale. Sei giorni più tardi la canzone si è classificata in 11 regioni, con l'aggiunta di Hong Kong.
Il 10 settembre è stato riportato che il gruppo ha venduto 12,834 copie fisiche nella sua prima settimana — un risultato tre volte più alto del precedente record delle CLC nelle vendite della prima settimana, con 3,574 copie per il loro EP No.1.
"Helicopter" non si è classificata nella Gaon Digital Chart, ma ha debuttato al numero 116 nella Gaon Download Chart il 5 settembre. La canzone ha debuttato al quarto posto nella classifica Worldwide iTunes Song Chart, affiancata da hit di successo come "Dynamite" dei BTS, "Blinding Lights" di The Weeknd, "WAP" di Cardi B e "Ice Cream" delle Blackpink. Il brano si è piazzato alla posizione numero 6 della US World Digital Song Sales il 12 settembre, rendendo "Helicopter" il sesto singolo del gruppo ad entrare nella top 10 della classifica ed il loro terzo singolo da top 10 del 2020, insieme a "Me" e "Devil". Si è anche piazzata 87ª nella K-pop Hot 100 di Billboard il 26 settembre, che segna la loro prima entrata nella classifica.

## Video musicale
Un video musicale d'accompagnamento per "Helicopter" è stato caricato sul canale YouTube ufficiale delle CLC il 2 settembre 2020 alle 18:00 (ora coreana). Un duplicato è stato in seguito pubblicato sul canale YouTube di 1theK il 4 settembre. Il video musicale ha raggiunto le 10 milioni di visualizzazioni in sole 36 ore, rendendolo il loro video musicale più veloce a farlo. In soli quattro giorni ha raggiunto le 20 milioni di visualizzazioni. Un video di pratica della coreografia della canzone è stato pubblicato il 4 settembre. Un video con il testo della versione in inglese della canzone è stato pubblicato il 7 settembre. Il 19 settembre viene pubblicato un video musicale per la versione inglese del brano nel canale YouTube delle CLC. Un video con il testo della versione in cinese della canzone è stato pubblicato il 6 novembre sull'account Bilibili del gruppo.

## Tracce
1. Helicopter – 3:43 (testo: Jo Yun-kyung, Jang Ye-eun, BreadBeat (TENTEN) – musica: Hyuk Shin (153/Joombas), Melanie Joy Fontana, Michel “Lindgren” Schulz, Jisoo Park (153/Joombas))
2. Helicopter (English Ver.) – 3:45 (testo: Jo Yun-kyung, Jang Yeeun, BreadBeat (TENTEN), Melanie Joy Fontana – musica: Hyuk Shin (153/Joombas), Melanie Joy Fontana, Michel “Lindgren” Schulz, Jisoo Park (153/Joombas))

Durata totale: 7:28